# San Pedro de Gaíllos
San Pedro de Gaíllos ist eine Gemeinde (municipio) mit 311 Einwohnern (Stand: 2024) im Nordosten der spanischen Provinz Segovia in der Autonomen Gemeinschaft Kastilien-León. Zum municipio gehören auch die Dörfer Aldealafuente, Aldearraso, El Barruelo und Rebollar, die bis auf Rebollar in den letzten Jahrzehnten allesamt aufgegeben wurden.

## Lage
San Pedro de Gaíllos liegt in der kargen Berglandschaft im Nordosten der Provinz Segovia in einer Höhe von knapp 1000 Metern ü. d. M. Die Entfernung zur nächstgelegenen Stadt, Sepúlveda, beträgt etwa 14 Kilometer (Fahrtstrecke) in nordöstlicher Richtung. Die Provinzhauptstadt Segovia liegt etwa 48 Kilometer südwestlich.

## Bevölkerungsentwicklung
| Jahr      | 1960 | 1970 | 1981 | 1991 | 2004 | 2012 | 2018 |
| Einwohner | 775  | 569  | 369  | 297  | 353  | 317  | 297  |

In der zweiten Hälfte des 19. und in der ersten Hälfte des 20. Jahrhunderts schwankte die Zahl der Einwohner stets zwischen 600 und 800.

## Wirtschaft
Auf den kargen Böden der kalten Hochflächen der Provinz Segovia war – mit Ausnahme von Gerste und ein wenig Weizen – kaum Getreideanbau möglich. Die Bevölkerung lebte jahrhundertelang hauptsächlich von der Zucht von Schafen und Ziegen, aus deren Milch Käse hergestellt wurde, der sich nach mühsamem Transport auf dem Markt in Sepúlveda verkaufen oder gegen Mehl, Gemüse etc. eintauschen ließ.

## Geschichte
Zur Geschichte des Ortes sind nur wenige Informationen verfügbar: Sie reicht bis ins Mittelalter zurück; um das Jahr 1000 erscheint der Ort als Teil der Comunidad de Villa y Tierra de Sepúlveda. Die romanische Kirche San Pedro ist auch heute noch ein Zeugnis für die Blütezeit des Ortes im Hochmittelalter; der Turm der Kirche wurde im 16. Jahrhundert erneuert.

## Sehenswürdigkeiten
- Die romanische Iglesia San Pedro erhielt um 1200 eine aus exakt behauenen Steinen angefügte Südvorhalle (portico), deren fünf Bögen auf der Südseite symmetrisch angeordnet sind; ein weiterer Portalbogen befindet sich auf der Ostseite. Im selben Zusammenhang wurde auch ein Turm in der Südwestecke errichtet, der allerdings im 16. Jahrhundert (vielleicht sogar noch später) im Stil der Renaissance umgebaut oder erneuert wurde. Das Dekor der beiden Vorhallenportale besteht aus umlaufenden und nicht durch Kapitelle unterbrochenen Zickzackmustern wie sie sich auch an den Kirchen von Sotosalbos, Perorrubio und an der Westseite der Kirche von El Arenal finden. Das eigentliche Archivoltenportal zur Kirche befindet sich in der Flucht des Vorhallenportals; es tritt aus dem umgebenden, allerdings verputzten Bruchsteinmauerwerk hervor und zeigt ein reiches Dekor aus Rosetten, Blattmotiven, Spiralen, Klötzchenfriesen und Rankenwerk. Vor allem die Rosetten- und Spiralmuster auf der Stirnseite des inneren Bogens sind in ihrer Art in der europäischen Romanik nur selten zu sehen; vielleicht wurde ihnen eine unheilabwehrende (apotropäische) Funktion zugesprochen. Auch die vielen – leider bereits stark zerstörten – Darstellungen von Vögeln und Menschen auf den Kapitellen und Konsolen verdienen Beachtung.

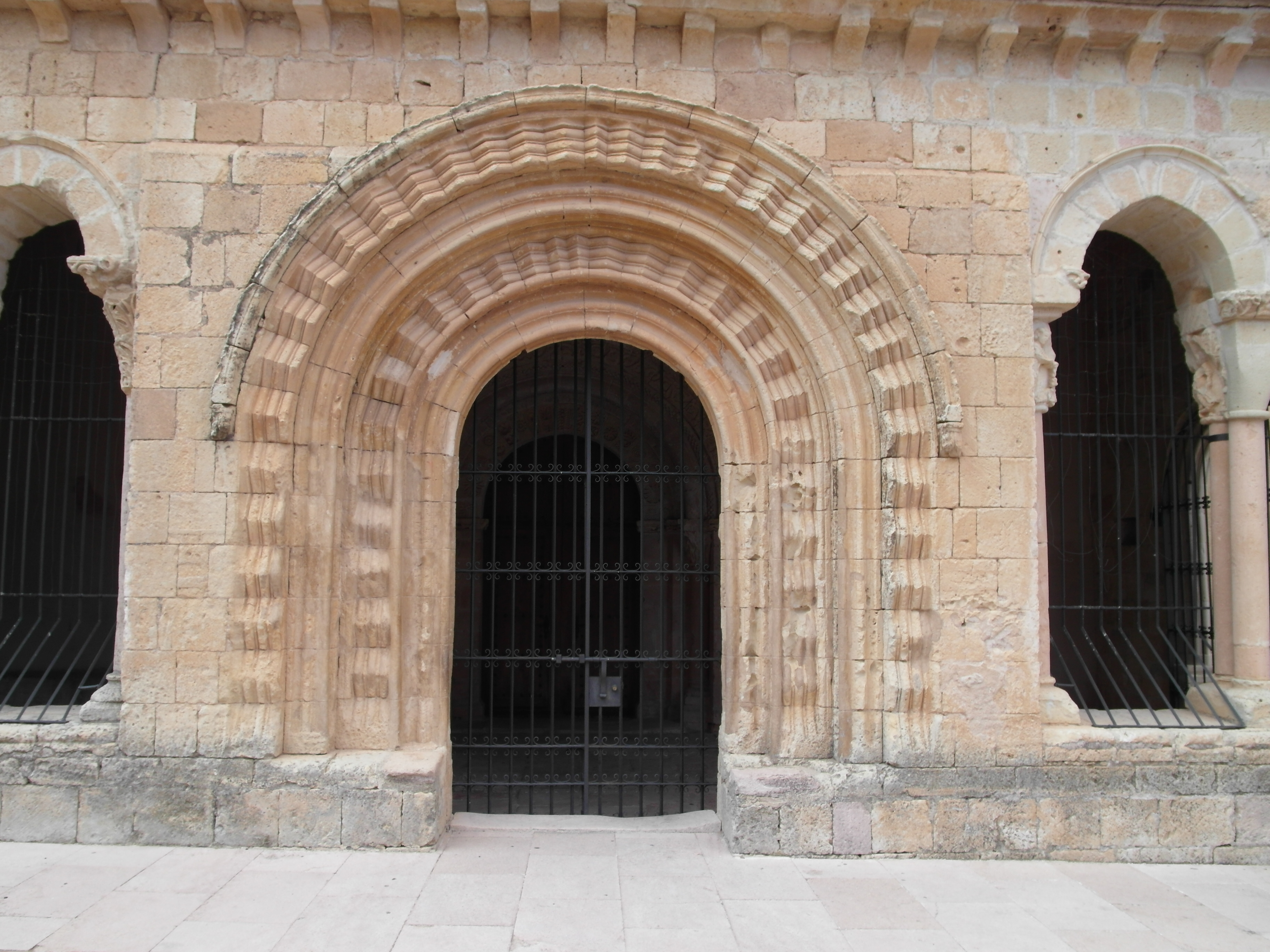
Vorhallenportal
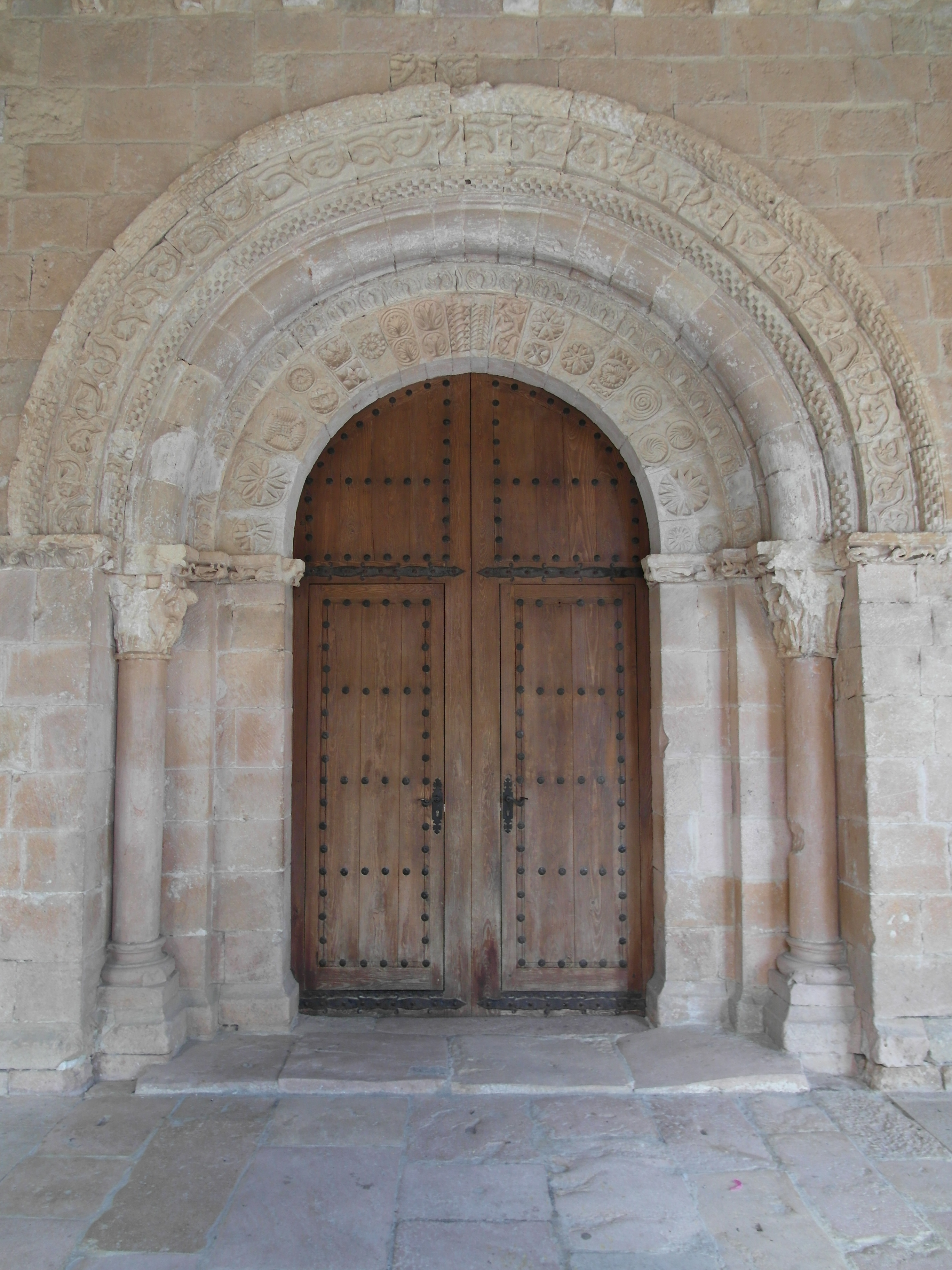
Hauptportal
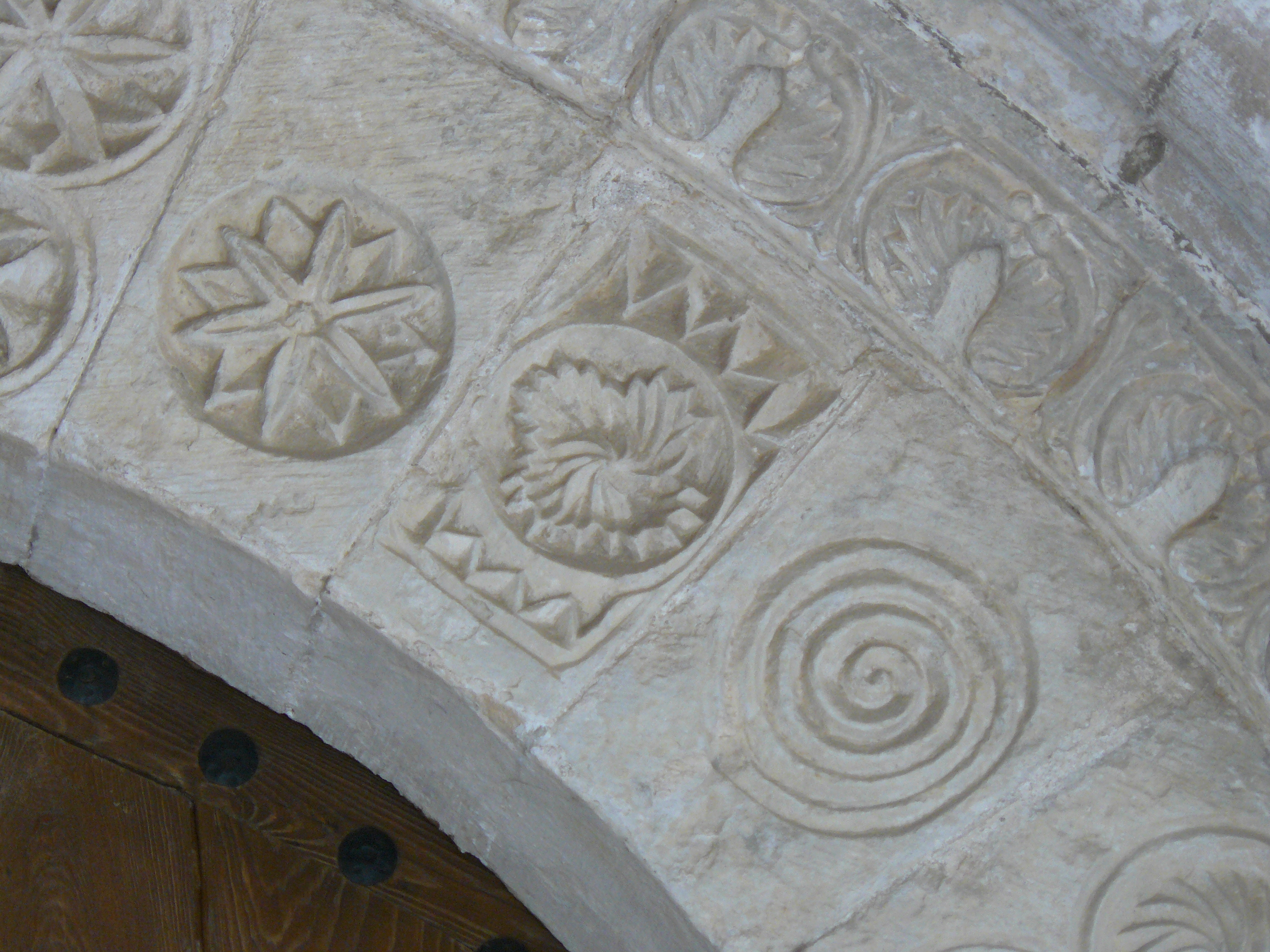
Hauptportal, Details
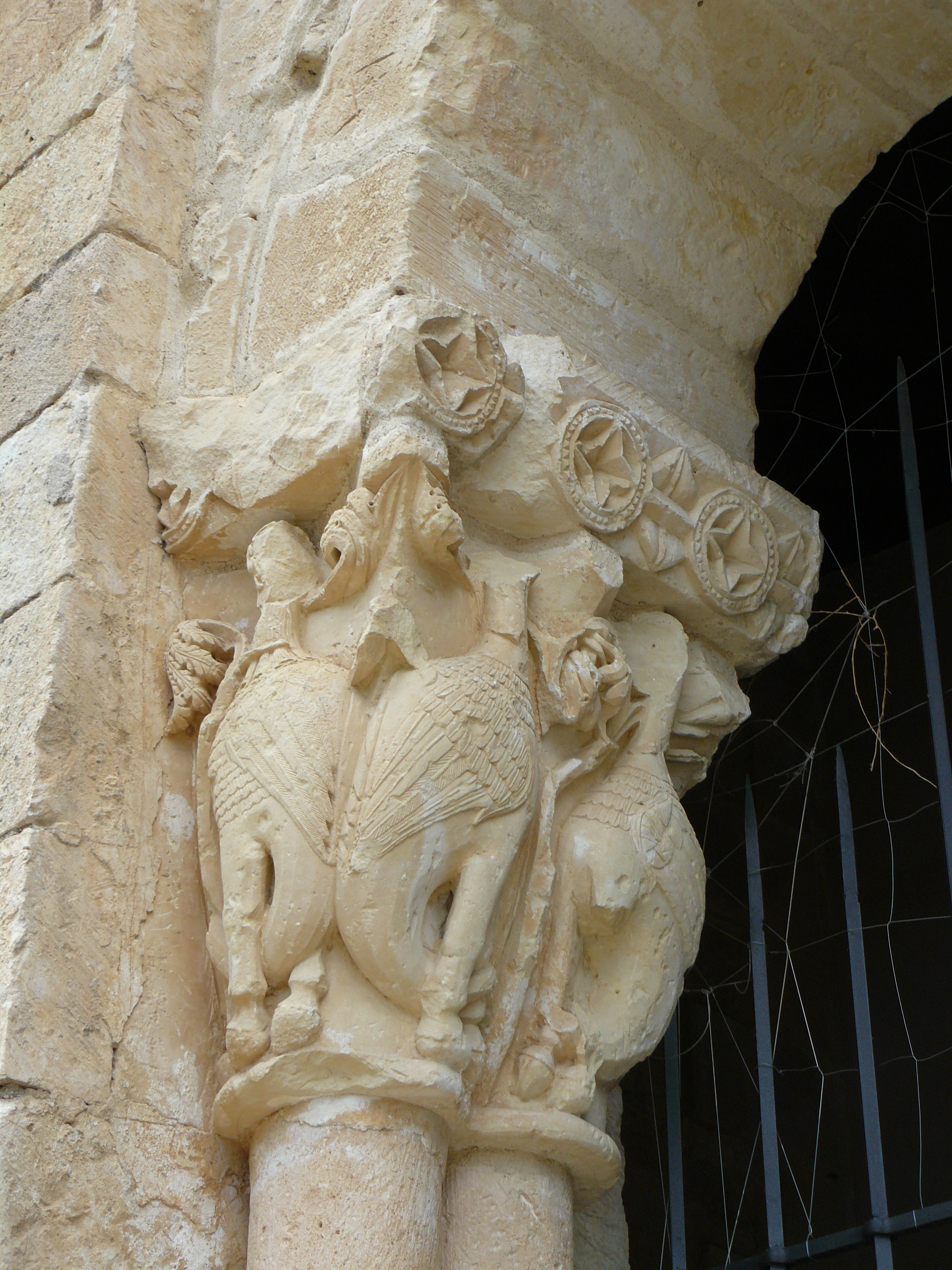
Kapitell mit Vögeln